# Каоани
Каоани (јап. 顔 — као, лице и јап. アニ ани, анимација) јапански је појам који означава скачући емотикон. Каоани су мали анимирани смајлићи који обично поскакују горе-доле и изгледају као да лебде. Каоани су пореклом из Јапана и познати су и као анимирани емотикони или аникаои.
Каоани могу имати различите облике као што су животиње, храна (често куглице од пиринча), обојене капљице или ликови из манге као што је Наруто. Често раде нешто смешно. Први пут су се појавили на друштвеним мрежама како што су Myspace, Фејсбук или ВЛМ.